# آلتایر جربو
آلتایر جربو (اسپانیایی: Altaír Jarabo‎؛ زادهٔ ۷ اوت ۱۹۸۶) هنرپیشه، بازیگر تلویزیون، و مدل اهل مکزیک است.
او فعالیت حرفه‌ای خود را در عرصه بازیگری در تلویزیون در سال ۲۰۰۲ آغاز کرد.